# 1954 في الجزائر
الأحداث من عام 1954 في الجزائر .

## الأحداث
- 23 مارس - تأسيس اللجنة الثورية للوحدة والعمل .
- 23 فبراير- اجتماع لجنة 22 .
- 1 نوفمبر - اندلاع الثورة التحريرية .[1]

## المواليد

### يناير
- 11 يناير - الطاهر جعوط - شاعر وروائي وصحفي جزائري .

### فبراير
- 9 فبراير - عمر بلهوشات - صحفي جزائري .

### أغسطس
- 8 أغسطس - واسيني الأعرج - روائي جزائري .[2]

### ديسمبر
- 1 ديسمبر - تاج بن سحاولة - لاعب كرة قدم جزائري سابق .

## الوفيات

### يونيو
- 24 يونيو - سي قدور بن غبريط - كان يعمل مسؤولا في متحف أورسيه بباريس، ومؤسس المعهد الإسلامي مسجد باريس الكبير .

### نوفمبر
- 4 نوفمبر – بن عبد المالك رمضان - سياسي وعسكري جزائري .[3]
- 29 نوفمبر - بلقاسم ڤرين - بطل ثوري جزائري .